# Уравнение шестой степени

График полинома 6-й степени с пятью критическими точками.

Уравне́ние шесто́й сте́пени — алгебраическое уравнение, имеющее максимальную степень 6. В общем виде может быть записано следующим образом:
{\displaystyle ax^{6}+bx^{5}+cx^{4}+dx^{3}+ex^{2}+fx+g=0,\quad a\neq 0.}
Несмотря на то, что некоторые частные формы этого уравнения, например, триквадратное или бикубическое, можно решить графически или методом разложения на множители, общее аналитическое решение этого уравнения неизвестно. Из теоремы Абеля - Руффини следует, что в общем виде уравнение 6-й степени не может быть разрешено в радикалах.

## Алгоритмы решения
Попытка построения общей теории решения уравнения шестой степени впервые была предпринята в 1886 году Фрэнком Коулом. За восемь лет до этого были предложены алгоритмы решения уравнений пятой степени, и работа Коула пыталась обобщить развитые методы и на уравнение шестой степени.
В основе теории уравнений степени ниже пятой лежат определённые группы линейных преобразований одной переменной, соответствующих группам Галуа исходного уравнения. Такая группа преобразований для уравнения пятой степени соответствует 60 операциям знакопеременной группы {\displaystyle A_{5}}. Для уравнения шестой степени такая группа преобразований должна соответствовать уже 360 операциям знакопеременной группы {\displaystyle A_{6}}, которые могут быть представлены в виде следующего уравнения:
{\displaystyle z'={\frac {\alpha z+\beta }{\gamma z+\delta }}}
здесь z — это целое число, конгруэнтное 0, 1, 2, 3, 4, 5 или {\displaystyle \infty \ \mathrm {mod} \ 6}. При определённом выборе параметров α, β, γ, δ число z' также будет целым. Можно показать, что существует ровно 360 таких наборов параметров. Феликс Клейн показал, что конечных групп линейных трансформаций одной переменной, удовлетворяющих вышеприведённым условиям, не существует. Число переменных должно быть не меньше трёх в общем случае и не меньше четырёх, если линейные преобразования записаны в однородной форме. Эти особенности приводят к тому, что на практике использование алгоритмов нахождения решения уравнения шестой степени нецелесообразно.

## Частные формы

### Бикубическое уравнение
Бикубическое уравнение — это алгебраическое уравнение вида
{\displaystyle x^{6}+ax^{3}+b=0}
Заменой {\displaystyle t=x^{3}} оно сводится к квадратному уравнению
{\displaystyle t^{2}+at+b=0}

### Триквадратное уравнение
Триквадратное уравнение — это алгебраическое уравнение вида
{\displaystyle x^{6}+ax^{4}+bx^{2}+c=0}
Заменой {\displaystyle t=x^{2}} оно сводится к кубическому уравнению
{\displaystyle t^{3}+at^{2}+bt+c=0}